# سهر (تصوف)
السَّهَرُ أو قِلَّةُ الْمَنَامِ عند الصوفية هو أحد أركان التصوف لدى المريد والسالك في وسطية تقيه من التفريط في الأرق واضطراب النوم ومن الإفراط في النوم.

## السهر في القرآن
ذكر القرآن كلمة السهر مرة واحدة بصيغة اسم الفاعل في قول الله :
- سورة النازعات: ﴿فَإِذَا هُمْ بِالسَّاهِرَةِ ۝١٤﴾ [النازعات:14].(1)

وقد فسر الإمام محمد بن جرير الطبري  في تفسير الطبري كلمة ﴿السَّاهِرَةِ﴾ بأنها تعني ظهر الأرض، والعرب تسمي الفلاة ووجه الأرض ﴿ساهرة﴾، ورأى بأنهم سموا ظاهر الأرض بها، لأن فيه نوم الحيوانات وسهرها، فوصف بصفة ما فيه.
وذكر الإمام شمس الدين القرطبي  في تفسير القرطبي كلمة ﴿السَّاهِرَةِ﴾ بقول الإمام أبي زكريا الفراء  فيها ضمن كتابه معاني القرآن للفراء، فيما نصه:
| سهر (تصوف)                               | سُمِّيَتِ السَّاهِرَةُ بِهَذَا الْاِسْمِ؛ لِأَنَّ فِيهَا نَوْمُ الْحَيَوَانِ وَسَهَرُهُمْ. وَالْعَرَبُ تُسَمِّي الْفَلَاةَ وَوَجْهَ الْأَرْضِ سَاهِرَةً، بِمَعْنَى ذَاتِ سَهَرٍ؛ لِأَنَّهُ يُسْهَرُ فِيهَا خَوْفًا مِنْهَا، فَوَصَفَهَا بِصِفَةِ مَا فِيهَا. | سهر (تصوف) |
| — أبو زكريا الفراء ، معاني القرآن للفراء | |            |

وورد معنى السَّهَرِ، أي قلة الْمَنَامِ والْهُجُوعِ والضُّجُوعِ، في العديد من الآيات في قول الله :
- سورة السجدة: ﴿تَتَجَافَى جُنُوبُهُمْ عَنِ الْمَضَاجِعِ يَدْعُونَ رَبَّهُمْ خَوْفًا وَطَمَعًا وَمِمَّا رَزَقْنَاهُمْ يُنْفِقُونَ ۝١٦﴾ [السجدة:16].(2)
- سورة الذاريات: ﴿كَانُوا قَلِيلًا مِنَ اللَّيْلِ مَا يَهْجَعُونَ ۝١٧﴾ [الذاريات:17].(3)

فوصف الله  عباده المحسنين بأنهم يتقللون من النوم، الذي من مرادفاته الْهُجُوعُ والضُّجُوعُ.

## تعريف السهر
يُعَدُّ السهر عند الصوفية خطوة عملية في تطبيق الطريقة الصوفية، وقد اهتم به شيوخ الصوفية عامة والأوائل منهم خاصة اهتماما كبيرا، لأنه نتيجة طبيعية لموقفهم الزاهد من الحياة الدنيا، ودعوتهم إلى الخلوة الصوفية.
ويأتي السهر بعد العزلة والجوع والصمت في خطوات عبادات وممارسات الطريق الصوفي والعبادة الصوفية الموصلين إلى غاية التصوف.
والسهر ضروري في الطريق الصوفي قصد ترويض نفس المريد والسالك لبلوغ غاية العبادة الصوفية التي يتحدث عنها معظم الصوفية بالإشارة لا بالعبارة.

## فوائد السهر
أورد الإمام أبو حامد الغزالي  في كتاب إحياء علوم الدين فوائد السهر على المريد والسالك، وذلك في قوله:
| سهر (تصوف)                            | وَأَمَّا السَّهَرُ؛ فَإِنَّهُ يَجْلُو الْقَلْبَ وَيُصَفِّيهِ وَيُنَوِّرُهُ، فَيُضَافُ ذَلِكَ إِلَى الصَّفَاءِ الَّذِي حَصَلَ مِنَ الْجُوعِ، فَيَصِيرُ الْقَلْبُ كَالْكَوْكَبِ الدُّرِّيِّ وَالْمِرْآةِ الْمَجْلُوَّةِ، فَيَلُوحُ فِيهِ جَمَالُ الْحَقِّ ، وَيُشَاهِدُ فِيهِ رَفِيعَ الدَّرَجَاتِ فِي الْآخِرَةِ وَحَقَارَةَ الدُّنْيَا وَآفَاتِهَا، فَتَتِمُّ بِذَلِكَ رَغْبَتُهُ فِي الدُّنْيَا وَإِقْبَالُهُ عَلَى الْآخِرَةِ. وَالسَّهَرُ أَيْضًا نَتِيجَةُ الْجُوعِ، فَإِنَّ السَّهَرَ مَعَ الشَّبَعِ غَيْرُ مُمْكِنٍ، وَالنَّوْمُ يُقْسِي الْقَلْبَ وَيُمِيتُهُ إِلَّا إِذَا كَانَ بِقَدْرِ الضَّرُورَةِ، فَيَكُونُ سَبَبَ الْمُكَاشَفَةِ لِأَسْرَارِ الْغَيْبِ. فَقَدْ قِيلَ فِي صِفَةِ الْأَبْدَالِ: ﴿إِنَّ أَكْلَهُمْ فَاقَةٌ، وَنَوْمَهُمْ غَلَبَةٌ، وَكَلَامَهُمْ ضَرُورَةٌ﴾. وَقَالَ إبراهيم الخواص : ﴿أَجْمَعَ رَأْيُ سَبْعِينَ صِدِّيقًا عَلَى أَنَّ كَثْرَةَ النَّوْمِ مِنْ كَثْرَةِ شُرْبِ الْمَاءِ﴾. | سهر (تصوف) |
| — أبو حامد الغزالي ، إحياء علوم الدين | |            |

## وصلات خارجية
- "أصول الطريق: الجوع والصمت والسهر والعزلة": قناة الوابل الطيب في جويلية 2013م على يوتيوب.

## هوامش
- 1 سورة النازعات، الآية: 14.
- 2 سورة السجدة، الآية: 16.
- 3 سورة الذاريات، الآية: 17.